# Tredje söndagen i påsktiden
Tredje söndagen i påsktiden är sedan 2003 års evangeliebok namnet på Andra söndagen efter påsk, och har underrubriken Misericordias domini från inledningsordet i det medeltida introitus.
Den infaller 14 dagar efter påskdagen. Den liturgiska färgen är vit.
Temat för dagens bibeltexter enligt evangelieboken är Den gode herden, och en välkänd text är den omtyckta psaltarpsalmen, som kallas herdepsalmen.

## Svenska kyrkan

### Texter
Söndagens tema enligt 2003 års evangeliebok är Den gode herden. De bibeltexter som används för att belysa dagens tema är:
| Första årgången                                                          | Andra årgången                                                       | Tredje årgången                                                      | Psaltarpsalm |
| Hesekiel 34:11-16 Första Petrusbrevet 2:22-25 Johannesevangeliet 10:1-10 | Hesekiel 34:23-31 Hebreerbrevet 13:20-21 Johannesevangeliet 10:11-16 | Jeremia 23:3-8 Första Petrusbrevet 5:1-4 Johannesevangeliet 10:22-30 | Psaltaren 23 |